# Lévignac
Lévignac [leviɲak] (auch: Lévignac-sur-Save; okzitanisch: Levinhac) ist eine Gemeinde mit 2.206 Einwohnern (Stand: 1. Januar 2022) im Département Haute-Garonne in Südfrankreich in der Region Okzitanien. Die Gemeinde liegt im Arrondissement Toulouse und gehört zum Kanton Léguevin. Die Einwohner werden Lévignacais(es) genannt.

## Geografie

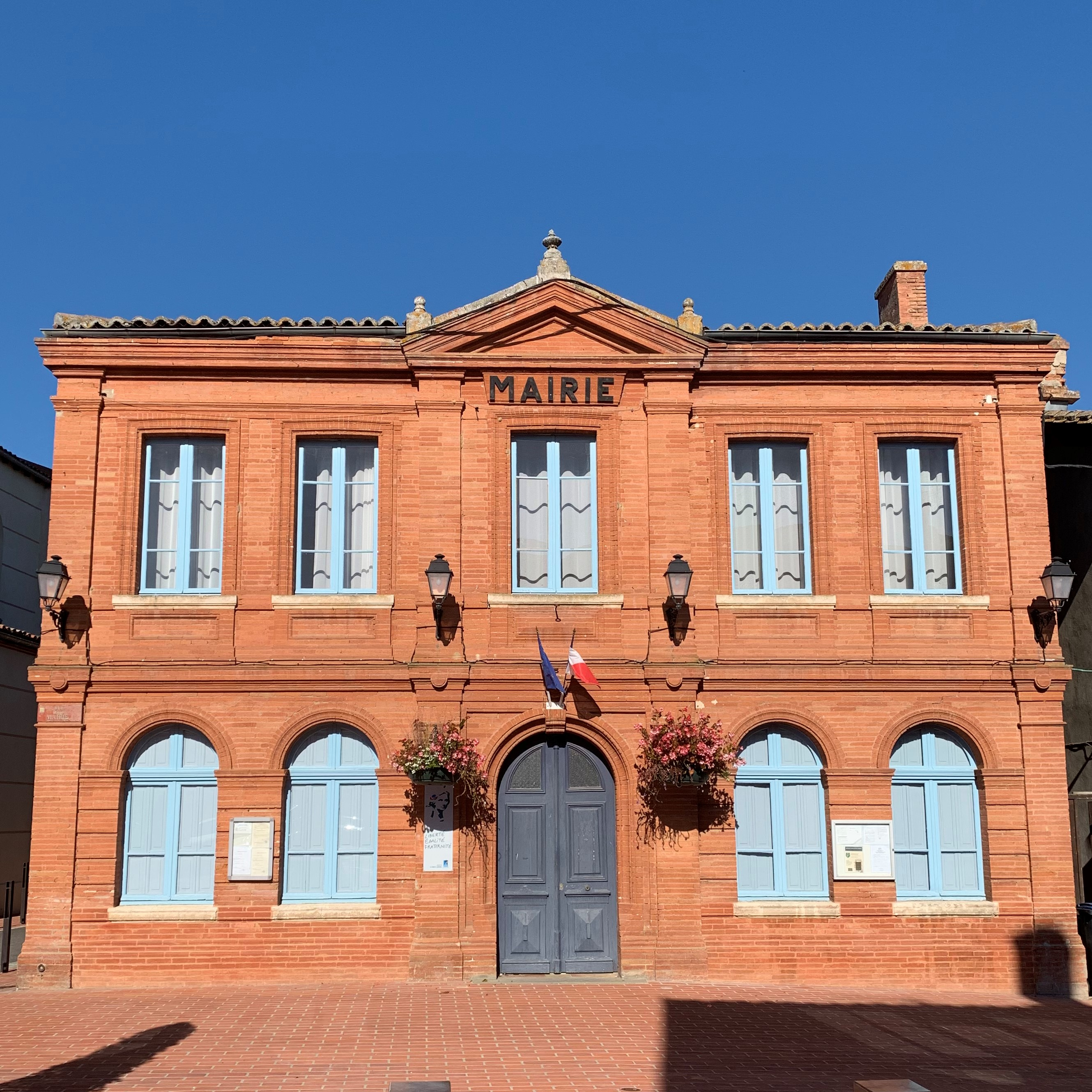
Bürgermeisteramt (Mairie)

Lévignac liegt etwa 21 Kilometer westnordwestlich von Toulouse an der Save. Umgeben wird Lévignac von den Nachbargemeinden Menville im Norden, Saint-Paul-sur-Save im Nordosten, Montaigut-sur-Save im Osten und Nordosten, Pibrac im Südosten, Lasserre-Pradère im Süden und Südwesten sowie Le Castéra im Westen und Nordwesten.
Durch die Gemeinde verlaufen die Route nationale 224 und der Itinéraire à Grand Gabarit.

## Bevölkerungsentwicklung
| Jahr                      | 1962 | 1968 | 1975 | 1982 | 1990 | 1999 | 2006 | 2012 | 2020 |
| ------------------------- | ---- | ---- | ---- | ---- | ---- | ---- | ---- | ---- | ---- |
| Einwohner                 | 668  | 748  | 886  | 1080 | 1400 | 1624 | 1885 | 1963 | 2206 |
| Quelle: Cassini und INSEE |      |      |      |      |      |      |      |      |      |

## Sehenswürdigkeiten
Siehe auch: Liste der Monuments historiques in Lévignac
- Kirche Saint-Maur aus dem 13. Jahrhundert
- Stadthaus der Gräfin von Barry aus dem 18. Jahrhundert, seit 1980 in Teilen als Monument historique klassifiziert
- Telegraphenturm der Linie „Chappe“ Toulouse–Bordeaux, 1834 errichtet, seit 1992 in Teilen als Monument historique eingeschrieben
- Mühle
- Taubenschlag
- Markthalle

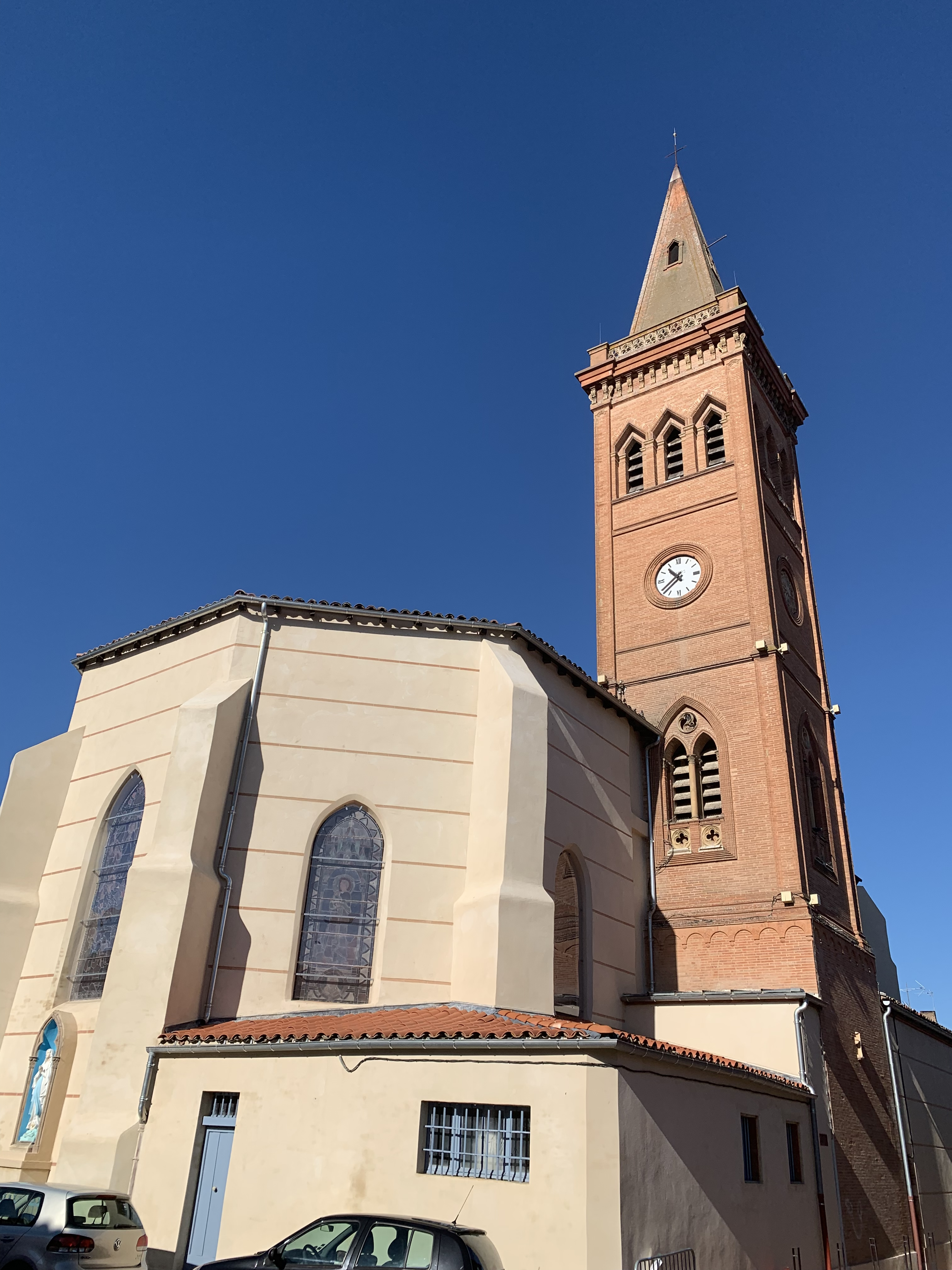
Kirche Saint-Maur
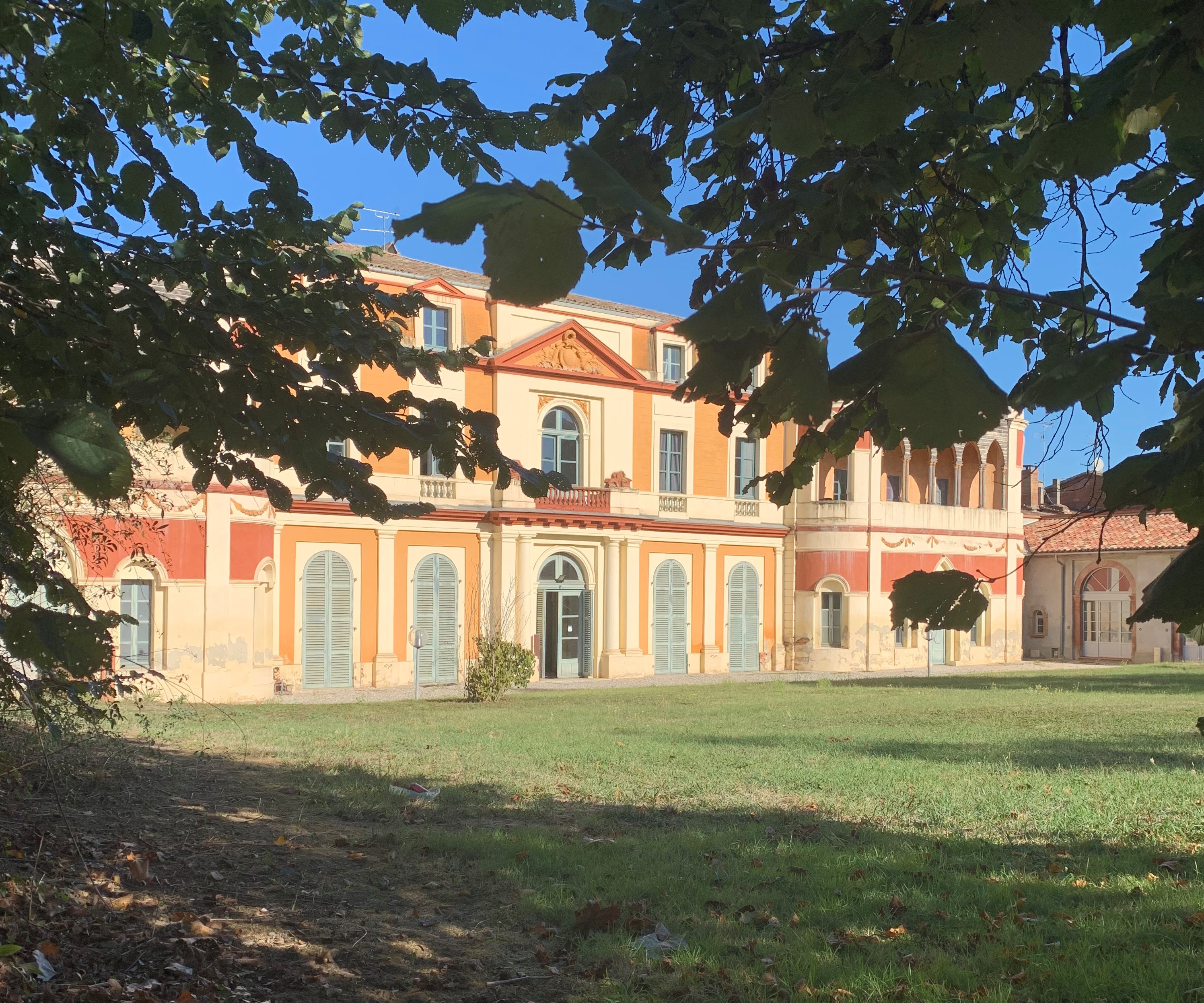
Stadthaus der Gräfin von Barry, Gartenseite
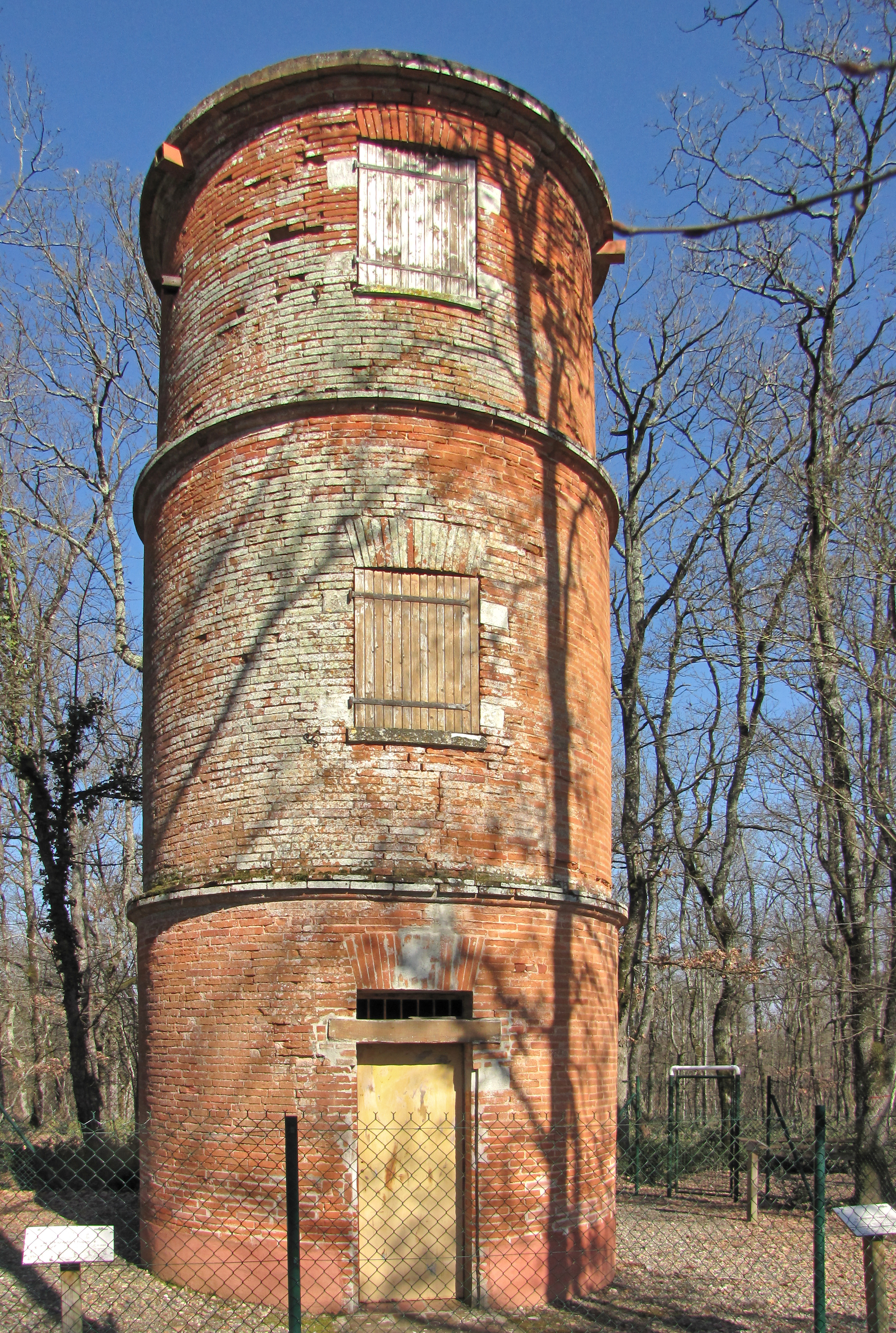
Telegraphenturm
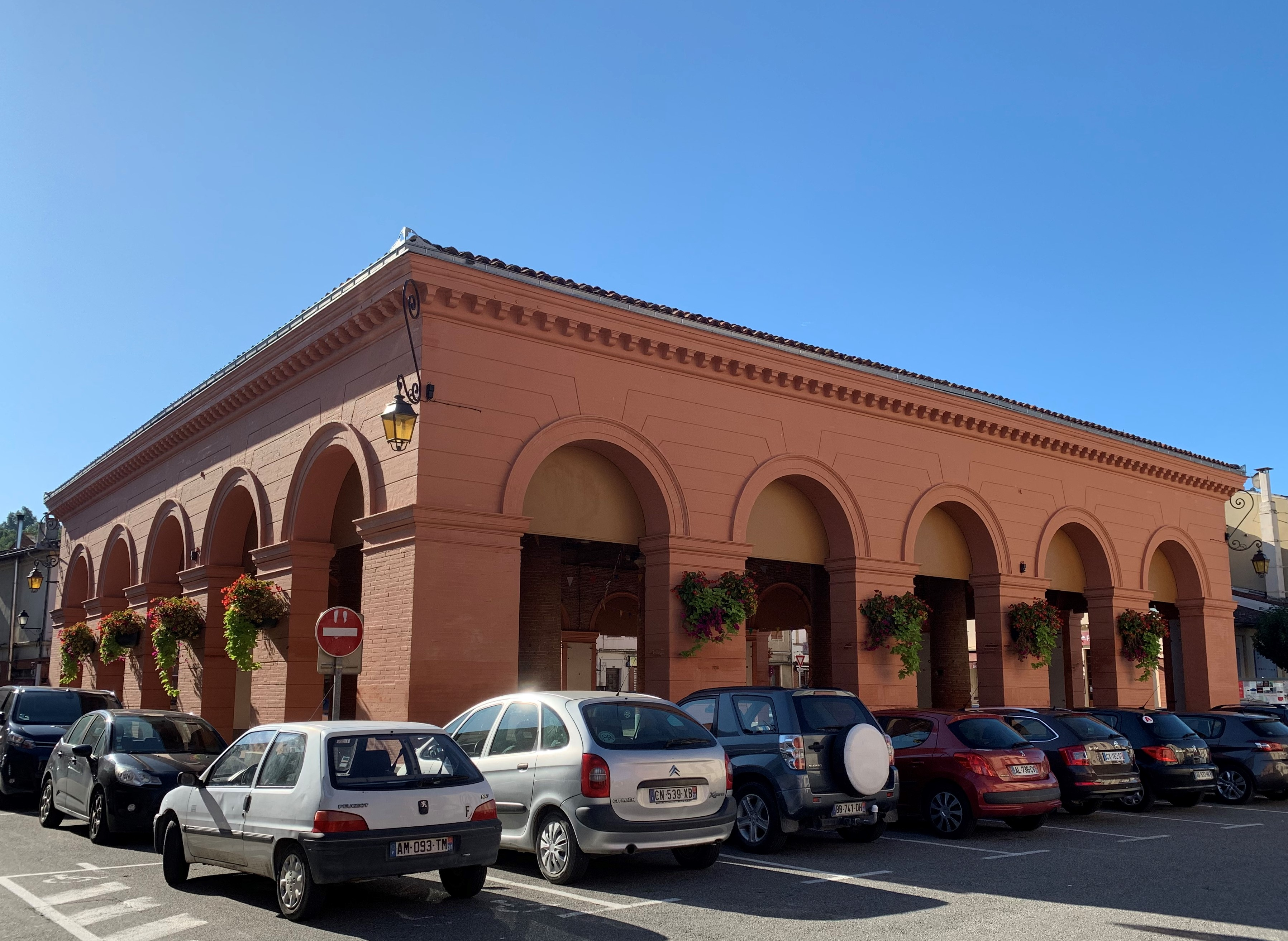
Markthalle

## Persönlichkeiten

Gräfin von Barry auf einem Porträt von 1782

- Gräfin von Barry (1743–1793), eine Mätresse des französischen Königs Ludwig XV.
- Adrien Recurt (1798–1872), französischer Politiker, Innenminister (1848) in der Zweiten Republik, gestorben in Lévignac